# Ahr (dopływ Renu)

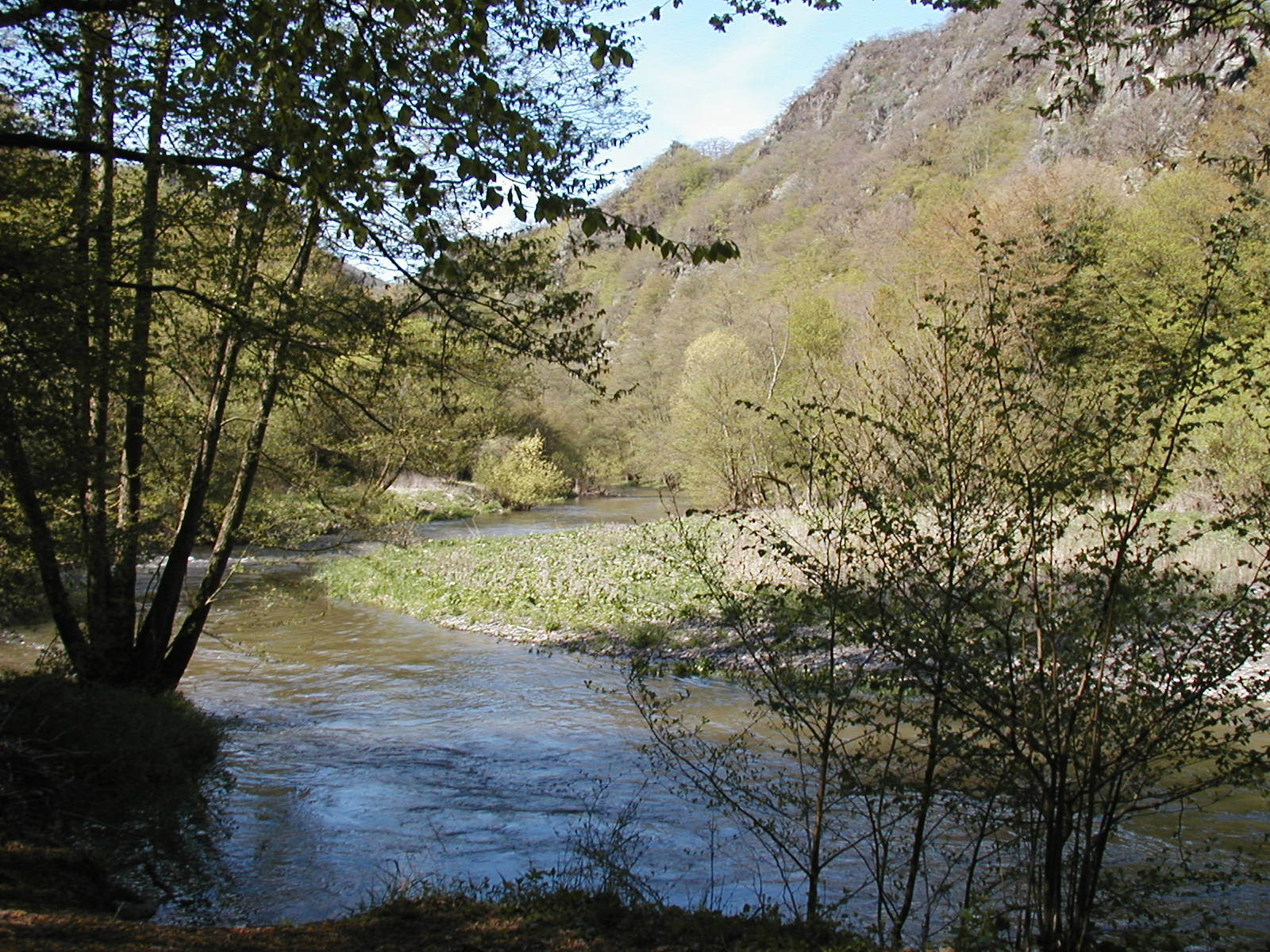
Rzeka Ahr w środkowym biegu

Ahr (Aar) – rzeka w Niemczech (89 km długości), przepływająca przez kraje związkowe Nadrenię Północną-Westfalię i Nadrenię-Palatynat, lewy dopływ Renu.
Znana z położonych w jej dolinie winnic, w których produkuje się wino, zwane – od nazwy rzeki – Ahr.

## Główne miasta położone nad rzeką
- Schuld
- Altenahr
- Bad Neuenahr-Ahrweiler